# Proteaceae
Proteaceae is een botanische naam, voor een familie van tweezaadlobbige planten. Een familie onder deze naam wordt universeel erkend door systemen van plantentaxonomie, en ook door het APG-systeem (1998) en het APG II-systeem (2003).
Het gaat om een vrij grote familie, van meer dan duizend soorten, voornamelijk van het Zuidelijk Halfrond. De Zuid-Afrikaanse vertegenwoordigers (in het geslacht Protea) zijn populair als sierplanten.
In het Cronquist-systeem (1981) is de plaatsing in een orde Proteales.